# Řád jordánské hvězdy
Řád jordánské hvězdy (arabsky: الكوكب الأردني) je jordánské státní vyznamenání založené roku 1949. Udílen je za civilní i vojenské zásluhy.

## Historie a pravidla udílení
Řád založil 22. června 1949 jordánský král Abdalláh I. na počest svého otce Husajna ibn Alího al-Hášimího. Třídu velkostuhy k řádu přidal jordánský král Husajn I. dne 23. září 1967. Udílen je za civilní i vojenské zásluhy. Slavnostní předávání vyznamenání se obvykle koná 25. května v Den nezávislosti.
Laureáti řádu jsou oprávněni užívat postnominální písmena v závislosti na udělené třídě vyznamenání: GCSJ pro třídu velkostuhy, GOSJ pro třídu velkodůstojníka, CSJ pro třídu komtura, OSJ pro třídu důstojníka a KSJ pro třídu rytíře.

## Insignie
Řádový odznak má podobu stříbrné sedmicípé hvězdy. Mezi jednotlivými cípy jsou zlaté pěticípé hvězdy. Uprostřed hvězdy je zlatý kulatý medailon, který obklopuje zeleně smaltovaný pás se zlatým nápisem arabským písmem. Zelený pruh je zlatě lemován. Uprostřed středového medailonu je černý nápis v arabštině. Velikost odznaku I. třídy je 60 mm, u ostatních tříd je velikost 52 mm.
Řádová hvězda o průměru 98 mm má stejný tvar jako řádový odznak. Existují také řádové hvězdy, které jsou na okrajích vyloženy perlami.
Stuha je obvykle z tmavě zeleného hedvábí při obou stranách s úzkým fialovým pruhem. Existují také modré stuhy se dvěma úzkými fialovými pruhy.

## Třídy
Řád je udílen v pěti řádných třídách. K řádu náleží také záslužná medaile.
- velkostuha – Řádový odznak se nosí na stuze široké 80 cm spadající z levého ramene na protilehlý bok. Řádová hvězda se nosí nalevo na hrudi. Tato třída je vyhrazena příslušníkům královských rodin a zahraničním hlavám států a jejich manželkám.
- velkodůstojník – Řádový odznak se nosí na stuze kolem krku. Řádová hvězda se nosí nalevo na hrudi. Tato třída je udílena ministrům a státním tajemníkům.
- komtur – Řádový odznak se nosí na stuze kolem krku. Řádová hvězda této třídě již nenáleží.
- důstojník – Řádový odznak se nosí zavěšen na stuze s rozetou nalevo na hrudi.
- rytíř – Řádový odznak se nosí zavěšen na stuze bez rozety nalevo na hrudi.

velkostuha
velkodůstojník
komtur
důstojník
rytíř